# 영화의 거리
《영화의 거리》는 2021년에 개봉한 대한민국의 영화이다.

## 캐스팅
- 한선화 : 선화 역
- 이완 : 도영 역
- 박세기 : 대표님 역
- 남기형 : 촬영 감독 역
- 유민곤 : 조연출 역
- 김리현 : 연출부 역
- 정마린 : 할머니 역
- 김신비 : 수현 역
- 이창원 : 은호 역
- 서인수 : 동네 주민 역